# Honcearka, Solone
Honcearka (în ucraineană Гончарка) este un sat în așezarea urbană Solone din raionul Solone, regiunea Dnipropetrovsk, Ucraina.

## Demografie
Componența lingvistică a localității Honcearka
     Ucraineană (94,14%)
     Rusă (5,86%)
Conform recensământului din 2001, majoritatea populației localității Honcearka era vorbitoare de ucraineană (94,14%), existând în minoritate și vorbitori de rusă (5,86%).